# Natuurvereniging
Een natuurvereniging probeert door werkzaamheden in het landschap de natuurwaarden te beschermen, te herstellen of nieuwe kansen te bieden aan natuur. Daarnaast probeert een natuurvereniging zo veel mogelijk mensen van het nut en de noodzaak van natuurbehoud te overtuigen.
In Vlaanderen heeft de term natuurvereniging een meer algemene betekenis. Sommige van deze natuurverenigingen (of -organisaties) zijn actief over de ganse oppervlakte, terwijl andere zich dan weer specialiseren op een beperkte oppervlakte of regio. De grootste terreinbeherende vereniging in Vlaanderen is Natuurpunt vzw. Zij beheerde in 2006 in totaal iets meer dan 15000 hectare gronden. Voorts zijn in Vlaanderen actief in het natuurbehoud op het terrein: Vogelbescherming Vlaanderen, Limburgs Landschap vzw met 2650 hectare natuurgebied in Limburg, Kempens Landschap vzw en vzw Durme.
In Nederland noemt men verenigingen als de Vereniging Natuurmonumenten doorgaans natuur(beschermings)organisaties. De term natuurvereniging wordt vooral gebruikt bij agrarische natuurverenigingen waarin boeren proberen bij te dragen aan natuurbescherming in het landelijk gebied.